# Дуже нудна історія
Дуже нудна історія (азерб. Cansıxıcı əhvalat) — радянський художній фільм азербайджанського режисера Джаміля Кулієва. Екранізація оповідання Ельданіза Кулієва, знята у 1988 році.

## Сюжет
Сини виїхали в місто і за повсякденними справами зовсім забули про свої старіючих батьків, що залишилися в селі. Лише звістка про хворобу батька змушує їх зібратися в рідному домі і відчути, наскільки вони близькі і дорогі один одному…

## У ролях
- Гамлет Хані-Заде — Фуад
- Рафік Алієв — Рауф
- Гіулі Чохонелідзе — батько
- Патімат Хізроєва — матір
- Дадаш Кязімов — Алігейдар
- Алікулі Самедов — дідусь в молодості
- Ейюб Аббасов — Ельчин

## Знімальна група
- Автор сценарію: Ельданіз Кулієв
- Режисер-постановник: Джаміль Кулієв
- Оператор-постановник: Рафік Кулієв
- Художник-постановник: Назім Гаджиєв